# Muqi Fachang

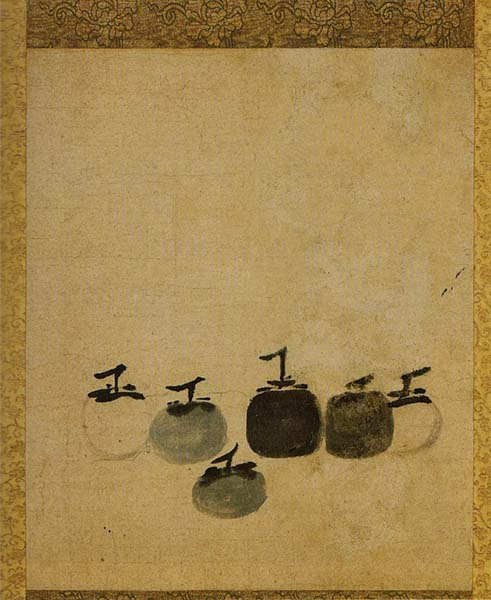
Zes kaki's, gewassen inkt op papier, collectie Daitoku-ji

Muqi Fachang (牧溪法常; 1210?–1269?) was een Chinees kunstschilder en chàn-boeddhistische monnik uit de late Song-periode. Zijn echte naam is onbekend; mogelijk was Li zijn familienaam. Muqi was zijn bijnaam en Fachang zijn kloosternaam. Muqi's werken behoren tot de bekendste voorbeelden van de chàn-schilderkunst en inspireerden veel latere kunstenaars, met name monnikschilders in Japan.
Er is slechts weinig bekend over het leven van Muqi. Mogelijk woonde hij in de provincie Sichuan. Hij was een leerling van de chàn-meester Wuzhun Shifan (1177–1249), die hem in de schilderkunst onderrichtte in een tempel op de berg Qingcheng. Later verhuisde Muqi naar de Song-hoofdstad Hangzhou.
- Gemeinsame Normdatei: 129192201
- International Standard Name Identifier: 0000 0003 8093 864X
- Library of Congress Control Number: n84043282
- Union List of Artist Names: 500322989
- Virtual International Authority File: 260697707
- WorldCat: E39PBJbRjVtjCcRBTffBPdY9Dq